# Барнс, Джастес
Джастес Д. Барнс (англ. Justus D. Barnes, в некоторых источниках Джордж Барнс, 2 октября 1862 — 6 февраля 1946) — американский актёр театра и кино. Наиболее известен ролью в немой короткометражке 1903 года «Большое ограбление поезда», который Американский институт кино и многие историки кино и критики признают постановкой, открывшей жанр вестерна и установившей новый «повествовательный стандарт» в кинопроизводстве. Кинокритик Ким Ньюман заявляет, что это «вероятно, первый вестерн с сюжетной линией».

## Карьера
Барнс родился в Литл-Фолс, штат Нью-Йорк. Его отец был иммигрантом из Шотландии, а мать родилась в Нью-Йорке. Будучи уже ветераном театральной сцены, дебютировал на экране в 1903 году в фильме «Большое ограбление поезда». В памятной финальной сцене этой ленты Барнс направляет револьвер в камеру и медленно выпускает все шесть пуль в зрителя. Фильм «Большое ограбление поезда» стал одним из самых известных и успешных коммерческих проектов раннего немого кино.
В июле 1908 года Барнс был нанят актёром в акционерную компанию Edison Manufacturing, кинокомпанию, принадлежавшую Томасу Эдисону. В 1910 году он подписал контракт с компанией Thanhouser Company в Нью-Рошель, штат Нью-Йорк. Между 1910 и 1917 годами Джастес снялся более чем в семидесяти фильмах для Thanhouser, обычно в ролях злодеев. Он сыграл Хэма Пегготи в «Дэвиде Копперфилде» (1911), самой ранней известной экранизации романа Чарльза Диккенса. Он также исполнил второстепенные роли в фильмах «Николас Никльби» (1912), «Аврора Флойд» (1912) и «Фландрийский пёс» (1914).
В 1917 году Барнс был уволен из Thanhouser из-за финансовых проблем компании. Его последнее появление на экране для студии Эдисона состоялось в фильме «Приход Сая Уиттакера».

## Последние годы и смерть
После ухода из кино Барнс переехал в Уидспорт, штат Нью-Йорк, где работал молочником, а позднее держал табачную лавку. Барнс умер 6 февраля 1946 года в возрасте 83 лет. Похоронен на сельском кладбище в Уидспорте.

## Дань уважения

Марка с изображением концовки из фильма

Барнс изображён на американской почтовой марке, выпущенной в 1988 году в честь «Большого ограбления поезда». 

## Избранная фильмография
| Год  | Заглавие                          | Роль                              | Примечания                            |
| ---- | --------------------------------- | --------------------------------- | ------------------------------------- |
| 1903 | Большое ограбление поезда         | бандит, стреляющий в камеру       | нет в титрах                          |
| 1910 | Young Lord Stanley                | отец девочки                      | другое название: His Only Son         |
| 1911 | The Declaration of Independence   | Сэмюэл Адамс                      |                                       |
| 1911 | Дэвид Копперфилд                  | Хэм Пегготи                       |                                       |
| 1912 | On Probation                      | богатый старый вдовец             |                                       |
| 1912 | Nicholas Nickleby                 | Ральф, дядюшка Николаса           |                                       |
| 1912 | The Baby Bride                    | министр                           |                                       |
| 1912 | When Mandy Came to Town           | отец                              |                                       |
| 1912 | The Portrait of Lady Anne         | отец леди Энн в 1770 году         |                                       |
| 1912 | Cousins                           | отец на ферме                     |                                       |
| 1912 | The Voice of Conscience           | доктор                            | в титрах Justice Barnes               |
| 1912 | Аврора Флойд                      | отец Авроры                       |                                       |
| 1912 | The Star of Bethlehem             | Гаспар                            |                                       |
| 1912 | With the Mounted Police           | полисмен на лошади                |                                       |
| 1913 | When the Studio Burned            | режиссёр                          |                                       |
| 1913 | While Mrs. McFadden Looked Out    | Mr. McFadden                      |                                       |
| 1913 | For Another’s Sin                 | проверяющий в банке               |                                       |
| 1913 | A Victim of Circumstances         | отец                              |                                       |
| 1913 | When Darkness Came                | старший партнер                   |                                       |
| 1913 | The Farmer’s Daughters            | отец                              |                                       |
| 1913 | He Couldn’t Lose                  | Грин, адвокат                     |                                       |
| 1913 | A Beauty Parlor Graduate          | дядя Билл                         |                                       |
| 1913 | An Amateur Animal Trainer         | отец Белль                        |                                       |
| 1914 | Joseph in the Land of Egypt       | неустановленная роль              |                                       |
| 1914 | Percy’s First Holiday             | неустановленная роль              | нет в титрах                          |
| 1914 | A Leak in the Foreign Office      | Абдул — афганский партнёр Тревора |                                       |
| 1914 | A Can of Baked Beans              | мистер Мортон                     |                                       |
| 1914 | Their Best Friend                 | отец Джека                        |                                       |
| 1914 | Cardinal Richelieu’s Ward         | Хьюит                             | в титрах Justus Barnes                |
| 1914 | A Debut in the Secret Service     | Абдул                             |                                       |
| 1914 | The Infant Heart Snatcher         | Судья                             |                                       |
| 1914 | The Mohammedan’s Conspiracy       | Абдул                             |                                       |
| 1914 | Фландрийский пёс                  | богатый мельник                   | утрачен                               |
| 1914 | From the Shadows                  | антрепренёр                       | другое название: Out of the Shadows   |
| 1914 | His Enemy                         | Джон Бейрд                        |                                       |
| 1914 | The Harlow Handicap               | Джордж Карнс                      |                                       |
| 1914 | Arty, the Artist                  | мистер Майлс — отец Мэй           |                                       |
| 1914 | Gold                              | The Village Bully                 |                                       |
| 1914 | The Mettle of a Man               | Джон Росс                         |                                       |
| 1914 | The Harvest of Regrets            | мистер Шелдон                     |                                       |
| 1914 | The Diamond of Disaster           | бандит                            |                                       |
| 1914 | Lucy’s Elopement                  | Эзра Дженкинс                     |                                       |
| 1915 | The Home of Silence               | отец Ральфа                       |                                       |
| 1915 | Helen Intervenes                  | управляющий магазином             |                                       |
| 1915 | The Smuggled Diamond              | глава секретной службы            |                                       |
| 1915 | The Adventure of Florence         | мистер Кларк — отец Флоренс       |                                       |
| 1915 | The Final Reckoning               | судья Грэнжер                     |                                       |
| 1915 | Bianca Forgets                    | отец Бьянки                       |                                       |
| 1915 | Love and Money                    | The American Suitor’s Father      |                                       |
| 1915 | The Heart of the Princess Marsari | богатый дядюшка Пола              |                                       |
| 1915 | God’s Witness                     | судья                             | утрачен                               |
| 1915 | Bud Blossom                       | дедушка Бада                      |                                       |
| 1915 | The Country Girl                  | The Squire, her Guardian          |                                       |
| 1915 | Old Jane of the Gaiety            | хореограф                         |                                       |
| 1915 | His Two Patients                  | кузнец                            |                                       |
| 1915 | The Marvelous Marathoner          | Ewing Webster                     |                                       |
| 1915 | Snapshots                         | Генри Спир — редактор             |                                       |
| 1915 | From the River’s Depths           | Вильям Ньюинс — отец Дороти       | другое название: A Call from the Dead |
| 1915 | Weary Walker’s Woes               | адвокат                           |                                       |
| 1915 | Mr Meeson’s Will                  | мистер Мисон                      |                                       |
| 1916 | Outwitted                         | The Contractor                    |                                       |
| 1916 | Fear                              | Джаспер                           |                                       |
| 1916 | Arabella’s Prince                 | принц                             |                                       |
| 1917 | Her Life and His                  | крупная политическая шишка        |                                       |
| 1917 | Hinton’s Double                   | детектив Дентон                   |                                       |
| 1917 | The Candy Girl                    | офицер Куинн                      |                                       |
| 1917 | An Amateur Orphan                 | отец Дейва                        | в титрах Justus Barnes                |
| 1917 | It Happened to Adele              | дядя Винсента                     |                                       |
| 1917 | Приход Сая Уиттакера              | Симмонс                           | в титрах J.D. Barnes                  |